# George Edward Dobson
George Edward Dobson FRS (Edgeworthstown, Longford, Irlanda, 4 de setembro de 1848 – West Malling, 26 de novembro de 1895) foi um zoólogo, fotógrafo e cirurgião do exército irlandês. Ele teve um interesse especial por morcegos, descrevendo muitas novas espécies, e algumas espécies foram nomeadas em sua homenagem.

## Biografia
Dobson era o filho mais velho de Parke Dobson e foi educado na Royal School Enniskillen e depois no Trinity College, Dublin. Ele obteve os graus de Bacharel em Artes em 1866, Bacharel em Medicina, Bacharel em Cirurgia (Bachelor of Medicine, Bachelor of Surgery) e Mestre em Cirurgia em 1867 e Mestre em Artes (Master of Arts) em 1875.
Ele se tornou um cirurgião do exército depois de servir na Índia em 1867 e ascendeu ao cargo de cirurgião-mor. Em 1868 ele visitou as ilhas Andaman, coletando espécimes zoológicos para o Museu do Índio junto com Wood-Mason, e em maio de 1872 ele fez estudos etnológicos e fotográficos dos povos andamaneses.
Por volta de 1878, ele se tornou curador do Royal Victoria Museum em Netley.

## Conquistas
Dobson era um especialista em pequenos mamíferos, especialmente morcegos (os Chiroptera) e Insectivora. Ele foi membro de várias sociedades científicas, a Royal Society (eleita em 1883), a Linnean Society of London e a Zoological Society of London. Ele era um membro correspondente da Academy of Natural Sciences da Filadélfia e da Sociedade Biológica de Washington.

## Trabalhos
- Catalogue of the Chiroptera in Collection of British Museum (1878)
- Monograph of the Asiatic Chiroptera (1876)
- A Monograph of the Insectivora, systematic and anatomical (três partes, John Van Voorst, Londres, 1882-1890)

Além disso, Dobson também contribuiu para a nona edição da Encyclopædia Britannica, onde escreveu os relatos sobre os morcegos vampiros, as toupeiras e os musaranhos.